# 日本学生野球憲章
日本学生野球憲章（にっぽんがくせいやきゅうけんしょう）は、1950年（昭和25年）1月22日に制定された、日本の学生野球の理念と方針を定めた憲章である。「学生野球の憲法」ともいわれる。

## 制定
1946年（昭和21年）12月、日本学生野球協会の結成と同時に、学生野球の指導方針を記した「学生野球基準要綱」が制定された。しかし、「学生野球基準要綱」は「野球統制令」廃止との関係で緊急に作られたものであり、また、要綱の文体が法文の形態をとっていなかった。1949年（昭和24年）3月、日本学生野球協会は、「学生野球基準要綱」の基本方針を憲章に発展させることを決定し、同年8月からの特別委員会で審議され、1950年（昭和25年）1月22日、評議員会で議決され、成立した。

## 特別委員
制定に携わった特別委員は以下の4名：
- 尾高朝雄・東京大学教授（法哲学）
- 神田順治・日本学生野球協会常務理事（体育学）
- 外岡茂十郎・早稲田大学野球部長（民法）
- 藤田信男・日本学生野球協会常務理事（法政大学野球部OB）

## 憲章の構成
憲章は、天野貞祐・第2代日本学生野球協会会長の記した「前文」と「総則」「大学野球」「高等学校野球」「附則」の4章25条からなる。
「総則」では、憲章の目的を「学生野球の健全な発達を図ること」とし、日本学生野球協会を「この憲章を誠実に執行するため」の機関と位置づけている。
「大学野球」では、シーズン制を採用すること、学生野球の純粋性の保持、アマチュアリズムの確立、無報酬主義などがうたわれている。
「高等学校野球」では、「大学野球」の規定が準用されるとともに、日本高等学校野球連盟の指導・監督、各校が参加しうる大会の規定などが記されている。
「附則」では、「学生野球の本義に違背」するか、学生野球憲章違反、「非行」を行ったりした部長、監督、コーチ、選手又は部員に対して、日本学生野球協会審査室の審議を経て警告、謹慎、出場禁止又は除名などの処分（憲章では「処置」）をくだすことができることなどが記されている（日本学生野球協会の「審査室」の項参照）。
学生野球の純粋性やアマチュアリズムの内容として、プロ野球選手が高校、大学野球の選手を直接指導すること（連盟公認プロアマイベントを除く）、並びにプロ野球関係者がそれらに金品などを授受すること、商業目的のコマーシャル（日本オリンピック委員会・選手強化キャンペーンの協賛企業も含む）やテレビのバラエティーなどの番組出演などの禁止があてはまる。また社会人野球のチームでもプロ野球選手経験者、あるいはタレントが関与しているチームとの対戦も禁じられている（詳細は日本学生野球協会#その他を参照）。

### 憲章適用外の組織
高等専修学校や専門学校は、学生野球憲章における学校に定義付けられていない。
以下の箇条は日本学生野球協会の傘下に入らず、学生野球憲章の適用も受けていない組織
- 全国高等学校定時制通信制軟式野球連盟（全国高等学校定時制通信制軟式野球大会を開催[5]。）
- 東京六大学理工系野球連盟（東京六大学野球連盟所属大学の通常の野球部への参加が困難な理工系学部などの大学生によって組織されている。）
- 女子による学生野球の統括団体
  - 女子硬式：全日本女子野球連盟とその下位組織（全国高等学校女子硬式野球連盟・全日本大学女子硬式野球連盟など）
  - 女子軟式：全日本女子軟式野球連盟とその下位組織（全日本大学女子野球連盟など）

### その他
また、関西独立リーグ (2代目)（旧・BASEBALL FIRST LEAGUE）が下部組織として高等学校・大学に組織している野球部は日本学生野球協会に非所属のため、学生野球の試合に参加できない代わりに、元プロ選手による直接指導が行われているが、このことが原因で、社会人野球の統括団体である日本野球連盟との間で軋轢が生じ、同連盟との協定書が締結できず、日本独立リーグ野球機構にも加盟できなかった。このため、退団選手の取り扱いについても、機構加盟リーグとの格差が設けられている。

## 憲章違反事例
2004年（平成16年）8月、一場靖弘（明治大学から東北楽天ゴールデンイーグルス）に対し、巨人、横浜、阪神のスカウトが2003年末から発覚時までの間に現金を供与。憲章に牴触するとして問題になった（一場事件）。
2007年（平成19年）4月、専修大学北上高等学校で、野球部員に対しスポーツ特待をして奨学金を支給していたことが発覚（スポーツ選手への、選手たることを理由としての学費支給を禁じた第十三条違反）。学校は野球「部」を解散し、同好会に格下げした。
2007年4月27日、常葉学園菊川高等学校野球部にて、日本学生野球憲章第13条に違反し、特待生制度を導入していたことが発覚した。同日、この不祥事の責任を取り、佐野心が野球部の部長を辞任した。翌日開催された静岡県春季野球大会の試合では、日本学生野球憲章第13条に抵触する特待生制度を利用していた部員が試合に出場することを回避するため、主力選手7名を交代させて出場する事態となった。翌月2日には、校長の吉村耕司が高野連に対し「野球部員17人が憲章に抵触すると判断した」と報告し、校長自ら高野連に対して謝罪した。
2011年（平成23年）10月、出雲北陵高校が、部員間の暴力を理由に3ヶ月間の対外試合禁止の処分を受け、その後、暴力に加担した部員を出場させないとの条件で処分期間が短縮され、同年夏の大会の島根県予選への出場が認められたが、同校は指導に背き、暴力加担の部員も出場させていたことが判明。憲章に違反するとして、同校は島根県高野連を脱退した。処分当時在籍した生徒が全員卒業した2014年に島根県高野連に再加盟し、各種大会に出場している。
2012年（平成24年）11月、花巻東高校が岩手県内向けに放送した生徒募集のCMについて、同校が野球部員で北海道日本ハムファイターズへの入団が決まった大谷翔平を、高野連の承認を得ないで出演させていたことが判明し、高野連は憲章に抵触する可能性があるとして、実態調査に乗り出した。

## 学生野球憲章検討委員会
2007年（平成19年）の特待生問題の発覚を契機にして、選手を理由としての学費支給を禁じた学生野球憲章第十三条が注目を集め、「時代遅れだ」「野球だけ特待生を禁止するのはおかしい」などの批判を浴びた。そこで日本学生野球協会は、2010年（平成22年）をめどに学生野球憲章の改定を視野に入れた検討委員会を発足させた。委員となった人物は以下の9名：
- 石井紫郎・元東京大学法学部長（委員長、東京大学名誉教授、日本法制史）
- 浦川道太郎・早稲田大学大学院法務研究科教授（民法）
- 辻村哲夫・近大姫路大学教育学部長
- 望月浩一郎・弁護士（スポーツ事故、スポーツ訴訟）
- 野村徹・前早稲田大学野球部長
- 西岡宏堂・元膳所高校野球部長
- 田和一浩・日本学生野球協会理事
- 大谷哲夫（駒澤大学総長）
- 田名部和裕（日本高等学校野球連盟理事）